# Cristina Ortiz
Cristina Ortiz (Salvador of Salvador da Bahia, 17 april 1950) is een Braziliaans pianiste.
Cristina Ortiz kreeg vanaf haar vierde levensjaar pianolessen, onder andere van Magda Tagliaferro. Nadat zij een beurs had gekregen van de Franse regering vertrok zij op haar vijftiende naar Parijs om daar haar studie te vervolgen.
In 1969 won zij als eerste vrouw en als jongste deelneemster tot op dat moment de Van Cliburn International Piano Competition in Texas. Daarna zette ze haar studie voort bij Rudolf Serkin. Haar officiële debuut in de Verenigde Staten vond plaats in 1971. Ze werd uitgenodigd door alle grote concertzalen en speelde met de grote orkesten zoals het Cleveland Orchestra, het Koninklijk Concertgebouw Orkest, het Wiener Philharmoniker en het Berliner Philharmoniker, en met de grootste dirigenten zoals Vladimir Asjkenazi, Neeme Järvi, Mariss Jansons en David Zinman. Verder speelde ze in New York, Praag en Londen en speelde ze quatre mains met Radu Lupu. Ook geeft ze regelmatig masterclasses en workshops.
Ze leeft alweer geruime tijd in Engeland, ze is getrouwd en heeft twee dochters.
Voor Decca heeft ze de vijf pianoconcerten van Heitor Villa-Lobos opgenomen, en in 2005 nam ze voor Intrada de cd “Alma Brasileira“ op met werken van Oscar Lorenzo Fernández, Fructuoso Vianna, Alberto Nepomuceno en Mozart Camargo Guarnieri's "Choro" in Carnegie Hall, met dirigent Dennis Russell Davies. Ook nam ze solowerken op van Clara Schumann voor Carlton Classics, in 1997, en verder werk van Wilhelm Stenhammar, Franz Waxman en Leonard Bernstein.